# 拉费尔瓜拉夫
拉费尔瓜拉夫，是西班牙巴伦西亚自治区巴伦西亚省的一个市镇。总面积16平方公里，总人口2381人（2001年），人口密度149人/平方公里。